# Milton (hrabstwo Chittenden)
Milton – jednostka osadnicza w Stanach Zjednoczonych, w stanie Vermont, w hrabstwie Chittenden.